# Рабочая милиция (ВНР)
Это статья о военизированном формировании ВСРП.

О военизированных формированиях ППС, ППС—Прежняя революционная фракция и ППС—Свобода, Равенство, Независимость см. статьи Рабочая милиция Варшавы (1921—1939) и Рабочая милиция PPS—WRN.
«Рабочая милиция» (венг. Munkásőrség) — военизированная организация Венгерской социалистической рабочей партии в 1957—1989 годах. Создана с целью защиты системы «реального социализма» в ВНР. В силовом противостоянии не применялась, использовалась для партийного контроля над обществом и в качестве вспомогательной структуры поддержания порядка. Распущена в ходе демонтажа режима ВСРП.

## Создание
Венгерское восстание 1956 года, которое удалось подавить только с прямым участием советских войск, продемонстрировало массовость антикоммунистических настроений в Венгрии и слабость общественной поддержки правящего режима. Пришедшая к власти группа Яноша Кадара приняла меры к расширению своей социальной базы. С одной стороны, делались значительные социально-экономические уступки обществу, с другой — укреплялись структуры политического контроля. Одной из первых мер стало создание «Рабочей милиции» — военизированного крыла ВСРП.
Наиболее активно за создание партийной силовой структуры выступали Ференц Мюнних и Антал Апро. Янош Кадар также склонялся к использованию «чехословацкого опыта» в плане мощного вооружённого формирования компартии. Соответствующее решение было принято 29 января 1957. Официальное оглашение последовало 18 февраля 1957 от имени президентского совета. 21 марта 1957 (38-я годовщина Венгерской Советской Республики) в Будапеште состоялся парад первых отрядов Munkásőrség. Командующим «Рабочей милицией» был назначен генерал Лайош Халаш, опытный силовик со времён подпольной компартии.

## Проблемы

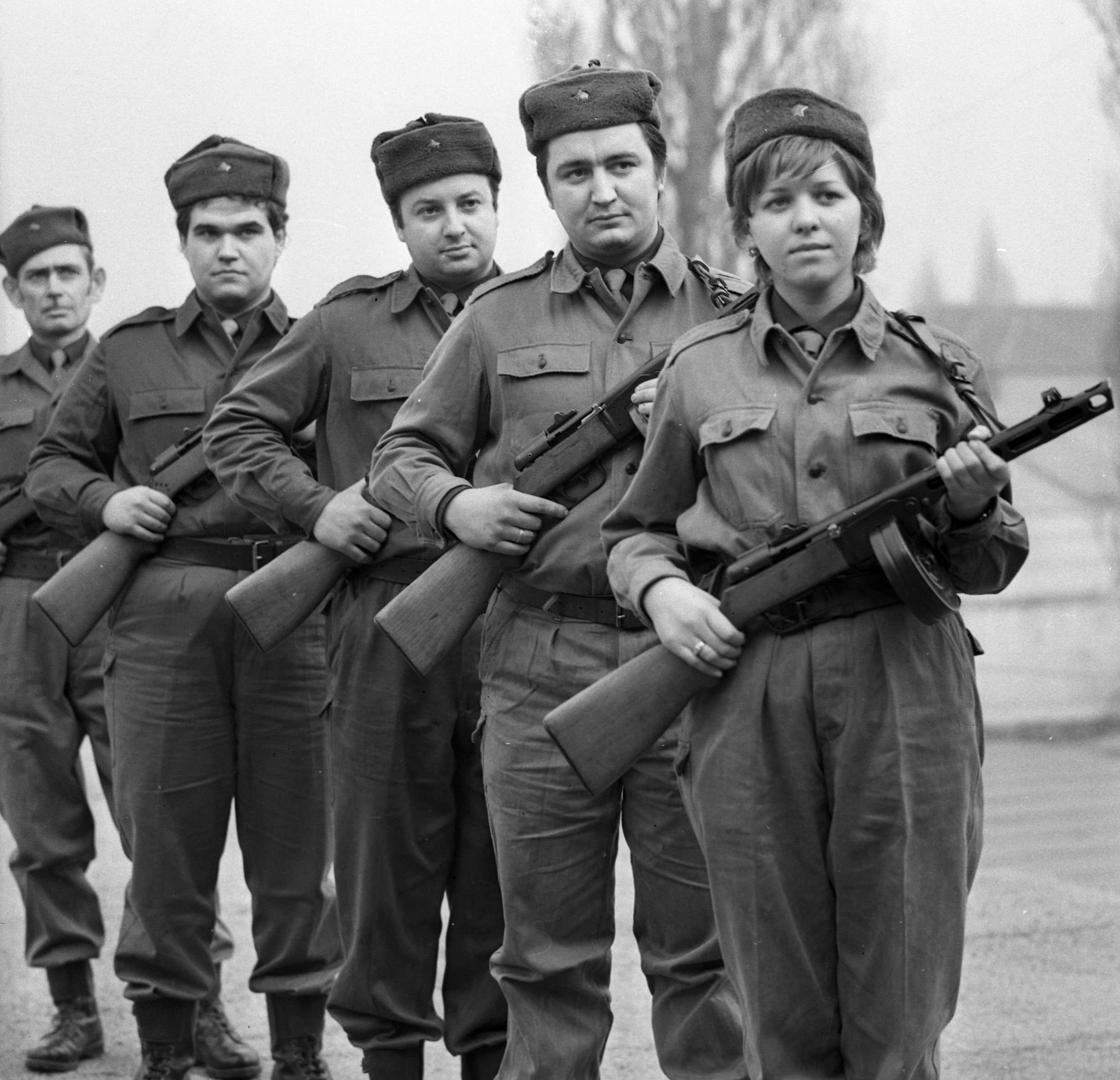
Строй членов «Рабочей милиции», вооружённых ППШ-41, 1972 год

Оперативное командование осуществляли органы МВД, но политические решения, относящиеся к функционированию «Рабочей милиции», принимали партийные комитеты соответствующего уровня. Подчёркивался классовый характер структуры и её общегосударственное значение. Однако с самого начала «Рабочая милиция» воспринималась в стране как «партийная армия» ВСРП.
Первоначально «Рабочая милиция» насчитывала 20 тысяч человек. К 1989 это количество увеличилось до 60 тысяч, а бюджетные расходы на структуру достигли 1 миллиарда форинтов. При этом отмечалось, что, несмотря на подчёркнутые классовые приоритеты, до половины членского состава «Рабочей милиции» приходилось на партийно-государственных функционеров, представителей интеллигенции и даже индивидуальных предпринимателей.
Члены «Рабочей милиции» имели тёмно-синюю униформу (некоторые её элементы напоминали обмундирование НОАК) и проходили военную подготовку. В армейских частях, на которые было возложено обучение Munkásőrség, обращалось внимание на отсутствие у большинства кандидатов каких-либо навыков обращения с оружием. В то же время, получив статус, форму и пистолет (либо пистолет-пулемёт), некоторые «рабочие милиционеры» начинали проявлять амбиции: фиксировались случаи нападений, избиений, иногда самоубийства. Проблема приобрела такие масштабы, что обсуждалась на уровне политбюро ЦК ВСРП и лично Кадара. Существование «Рабочей милиции» приходилось рассматривать в контексте «возможных фашистских провокаций».
Вооружение «Рабочей милиции» было ограничено, усилен правоохранительный контроль. В 1962 генерал Халаш был отстранён от командования Munkásőrség и заменён генералом Арпадом Паппом. Последний командующий — генерал Шандор Борбей — занимал этот пост в 1980—1989.
«Рабочая милиция» не играла существенной роли в силовых структурах ВНР. Боевого применения не отмечалось. Эти формирования использовались для ликвидации последствий стихийных бедствий и в качестве вспомогательной структуры поддержания общественного прорядка (по типу советских ДНД). Более заметной была политическая функция — присутствие человека в униформе партийного военизированного отряда оказывало психологическое воздействие.

## Роспуск
В 1989 году, после отставки и кончины Кадара, новое партийно-государственное руководство — Миклош Немет, Имре Пожгаи, Режё Ньерш — приступили к демонтажу «реального социализма» в Венгрии. В обществе проявлялось напряжённо-негативное отношение к структуре Munkásőrség, «милиционеров» подвергали жёсткой обструкции. Командование «Рабочей милиции» занимало консервативные позиции, но не проявляло антиреформаторской активности. Вносились предложения изменить формулу присяги Munkásőrség, заменив «служение социализму» «служением венгерской святой короне».
20 октября 1989 министр юстиции Кальман Кульчар издал распоряжение о роспуске «Рабочей милиции». 26 ноября 1989 был проведён общенациональный референдум по четырём вопросам: порядок избрания президента, конфискация собственности ВСРП, роспуск организаций ВСРП на предприятиях и в учреждениях, расформирование Munkásőrség. За ликвидацию «Рабочей милиции» проголосовали почти 95 % избирателей.